# 水沢早紀
水沢 早紀（みずさわ さき、1974年8月25日 - ）は、日本の元AV女優。

## 略歴
1994年にAVデビューを果たすと、短期間に多くのビデオ作品を出している。またテレビの「ギルガメッシュないと」にも準レギュラーで出演も果たした。翌年に「引退ラストFUCK」でAVを引退をした。

## 人物
- 趣味・特技：ビリヤード、スキー、カラオケ
- 好きな食べ物：スパゲティ、苺、メロン、チョコアイス
- 好きなタイプ：爽やかスポーツマンタイプ[1]
- 初体験は15歳の時[2]

## 作品

### アダルトビデオ（撮り下ろし）
- 今すぐキス・ミー〜顔に出してもいいわよ〜（1994年1月14日、アリスJAPAN）
- 淫らな獲物（1994年2月6日、宇宙企画）
- フォクシーレディ（1994年2月26日、KUKI）
- おねだり娘〜腰振り上手なファニー・ガール〜（1994年3月18日、マックス・エー）
- シンデレラウエディング　乱熟花嫁〜覚えたての絶叫〜（1994年4月5日、シャイ企画）
- ザ・リアルGOLD（1994年4月22日、アリスJAPAN）
- 変な気持ちになっちゃった（1994年5月18日、KUKI）
- エロドラマ（1994年6月3日、マックス・エー）
- 狙われた女教師8（1994年6月25日、シャイ企画） ← 「ごっつええ感じ」のザ・バイオハンターのコーナーでビデオケースが使用されていた。
- 微熱マンホ〜ル（1994年7月15日、アリスJAPAN）
- 悪女開眼（1994年8月11日、KUKI）
- プリティ・デビル　痺れた果実（1994年8月26日、マックス・エー）
- 尻ダイナマイト（1994年9月16日、アリスJAPAN）
- 発情美姉妹　貝くらべ（1994年10月21日、マックス・エー）共演：桐生かおり
- トップモデル（1994年11月25日、アリスJAPAN）
- 女尻（1994年12月23日、アリスJAPAN）
- 人間廃業（1995年1月20日、アリスJAPAN）
- 引退ラストFUCK（1995年3月10日、アリスJAPAN）

### アダルトビデオ（編集もの）
- ONANIE秘テクニック 森田久恵 かとう由梨 葉月エリカ 水沢早紀 藤谷しおり 菊地奈央 秋元実花 高野ひとみ（1995年1月5日、笠倉出版社 CAV35-50）全8名
- ザ・レイプ 3（1996年9月2日、笠倉出版社 CAV36-37）全10名
- アリスピンクファイル歴代人気女優20名（2011年6月24日、アリスJAPAN PDV-141）全20名

### 映画
- 嵐の季節（1996年5月13日公開）- 藤川アイ 役

## 書籍

### 写真集
- 水沢早紀写真集 - Fruitful -（1994年4月30日発行、撮影：斉木弘吉 、リイド社）　ISBN 9784845810826
- 姉妹物語　- PRETTY5 - 共演：安藤有里・水野さやか・高原みゆき・かとう由梨（1994年7月20日発行、撮影：岡克己 、英知出版）　ISBN 9784754213688

### 雑誌
- オレンジ通信 1994年8月号（表紙）

## TV出演
- ギルガメッシュないと（テレビ東京）